# John Rankin Gamble
John Rankin Gamble (ur. 15 stycznia 1848, zm. 14 sierpnia 1891) – amerykański polityk związany z Partią Republikańską.
W 1891 roku był przedstawicielem drugiego okręgu wyborczego w stanie Dakota Południowa w Izbie Reprezentantów Stanów Zjednoczonych.
Jego brat, Robert Jackson Gamble, również reprezentował stan Dakota Południowa w Kongresie Stanów Zjednoczonych, zarówno w Senacie, jak i w Izbie Reprezentantów. Natomiast jego bratanek, Ralph Abernethy Gamble zasiadał w Izbie Reprezentantów Stanów Zjednoczonych jako przedstawiciel stanu Nowy Jork.